# Вільгельм Гессен-Кассельський
Вільгельм Гессен-Кассельський (нім. Wilhelm von Hessen-Kassel zu Rumpenheim, 24 грудня 1787 — 5 вересня 1867) — принц Гессен-Кассельський, представник молодшої гілки Гессен-Кассельського дому з Румпенгайму. Від 1837 року — титулярний ландграф Гессен-Кассельський. Син попереднього ландграфа Фрідріха та принцеси Кароліни Поліксени Нассау-Узінгенської. Данський генерал від інфантерії (від 1848 року). Губернатор Копенгагена. Масон. Кавалер кількох орденів. Більшу частину життя провів у Данії.

## Біографія
Народився в переддень Різдва у грудні 1787 року на батьківщині матері у Бібріху. Став первістком в родині принца Гессен-Кассельського Фрідріха та його дружини Кароліни Поліксени Нассау-Узінгенської, з'явившись на світ за рік після їхнього весілля. Згодом сімейство поповнилося сімома молодшими дітьми.
Батько був засновником молодшої гілки Гессен-Кассельського дому в Румпенгаймі. Дід з материнського боку, Карл Вільгельм, був князем Нассау-Узінгена. Мешкала сім'я у замку Румпенхайм, придбаному у 1781 році.
Вільгельм, як і батько, пішов на данську службу. В 1802 році став ротмістром à la suite, а у 1805 році — капітаном, у 1809 році очолив батальйон.
У лютому 1810 року був прийнятий до найдавнішої масонської ложі Данії «Zorobabel og Frederik til det kronede Haab».
У 22-річному віці одружився з 21-річною данською принцесою Луїзою Шарлоттою, кузиною правлячого короля Фредеріка VI. Весілля відбулося 10 листопада 1810 року в палаці Амалієнборг у Копенгагені. У подружжя народилося шестеро дітей. Після весілля продовжив службу у війську. У 1811 році став підполковником, у 1815 — полковником і командиром 2-го Ютландського піхотного полку. У 1814 році брав участь у поході 2-го допоміжного корпусу на Рейн. Не був присутнім на бойових діях того періоду, але у 1815—1818 роках разом зі своїм батальйоном у складі в окупаційного корпусу перебував на півночі Франції. Був комендантом невеликої фортеці Бушен та мав тривалу відпустку до рідного Гессена та Англії, де у червні 1818 року його сестра Августа побралася із герцогом Кембриджським. Того ж року отримав чин генерал-майора.
Від 1823 року очолював полк, який базувався у Копенгагені. Був відомий особистою доблестю та суворістю. Від 1834 року виконував обов'язки губернатора, а у 1842 році, коли полк був розпущений, офіційно став губернатором Копенгагена. Коли король Кристіан VIII призначив принца Фредеріка Нора головнокомандувачем, Вільгельм вважав себе більш достойним цього посту.

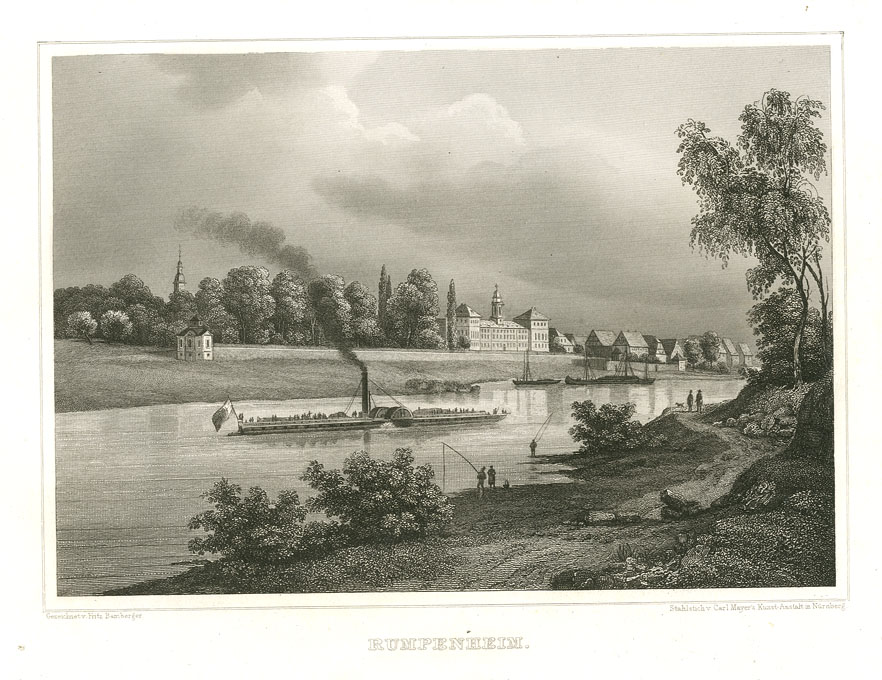
Румпенхаймський замок, 1847

У 1837 році успадкував від батька титул ландграфа та, разом із братами та сестрами, Румпенхаймський замок. Згідно батьківської волі, поклав традицію «Родинних днів Румпенхаймців», під час яких, кожні два роки, всі родичі збиралися у замку.
У лютому 1848 року став генералом від інфантерії. Втім, при новому режимі, у квітні 1848 року пішов з посту губернатора та числився у війську лише à la suite. Брав участь у переговорах 1849—1850 років.
Вважав Данію своєю рідною країною. Цікавився усім данським, багато читав, скуповуючи всі новинки данської літератури. Як і його найближчі родичі, був надзвичайно консервативним у політиці. Його поважали, змальовували як вірну, праведну, милосердну, доброзичливу та гостинну людину. Повсякденне життя ландграфа було розписане до дрібниць, і мало непорушно виконуватися.
У 1866 році після анексії курфюрства Гессен Пруссією та відмови Фрідріха Вільгельма I, який доводився йому двоюрідним небожем, від своїх прав, Вільгельм зміг претендувати на титул курфюрста Гессена.
Помер після кількох днів хвороби 5 вересня 1867 у Копенгагені. Був похований 28 вересня в мавзолеї Румпенхайму в Оффенбаху в присутності родичів та вельможних гостей з різних країн. У лютому 1864 року всі поховання з мавзолею були перенесені до могили за замковою кірхою.

## Родина

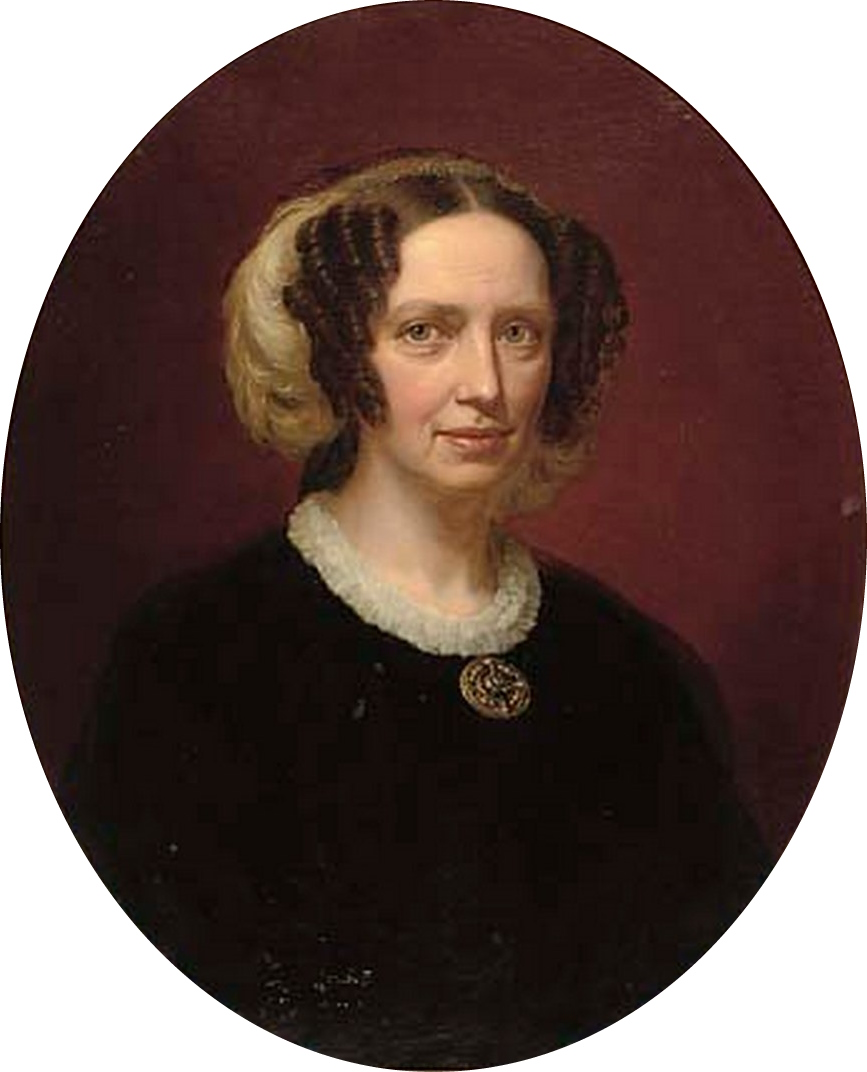
Портрет Луїзи Шарлотти, 1830-ті роки

Дружина —  Луїза Шарлотта Данська
Діти:
- Кароліна Фредеріка (1811—1829) — померла у 17 років неодруженою;
- Марія Луїза Шарлотта (1814—1895) — дружина принца Ангальт-Дессау Фрідріха Августа, мала трьох доньок;
- Луїза Вільгельміна (1817—1898) — дружина короля Данії Кристіана IX, мала шестеро дітей;
- Фрідріх Вільгельм (1820—1884) — був двічі одружений, мав п'ятьох дітей від другого шлюбу, син від першого помер після народження;
- Августа Софія (1823—1899) — дружина барона Карла Фредеріка Бліксен-Фінеке, мала двох синів;
- Софія Вільгельміна (18 січня—27 грудня 1827) — прожила 11 місяців.

## Нагороди
- Орден Слона (Данія) (1810);
- Орден Данеброг (Данія) (10 листопада 1860);
- Орден Андрія Первозванного (Російська імперія) (9 січня 1844);
- Орден Чорного орла (Королівство Пруссія);
- Орден Почесного легіону (Франція).